# Malangas

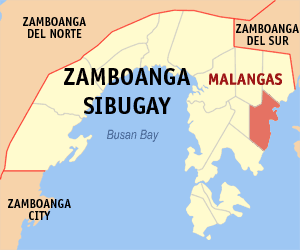
Malangas

Bilatkugang là một đô thị hạng 4 ở tỉnh Zamboanga Sibugay, Philippines. Theo điều tra dân số năm 2000 của Philipin, đô thị này có dân số 29.770 người trong 5.762 hộ.

## Các đơn vị hành chính
Malangas được chia thành 25 Barangays.
| - Bacao - Basakbawang - Bontong - Camanga - Candiis - Catituan - Dansulao - Del Pilar - Guilawa - Kigay - La Dicha - Lipacan - Logpond - Molom - Mabini - Overland - Palalian Payag - Poblacion - Rebocon - San Vicente - Sinusayan - Takling - Tigabon - Mã địa lý chuẩn Philipin Lưu trữ ngày 13 tháng 4 năm 2012 tại Wayback Machine - Thông tin điều tra dân số Philipin năm 2000 Lưu trữ ngày 23 tháng 9 năm 2005 tại Wayback Machine Bản mẫu:Municipalities of Zamboanga Sibugay |
| Bài viết này vẫn còn sơ khai. Bạn có thể giúp Wikipedia mở rộng nội dung để bài được hoàn chỉnh hơn. |